# عملکرد اقتصادی دولت محمود احمدی‌نژاد

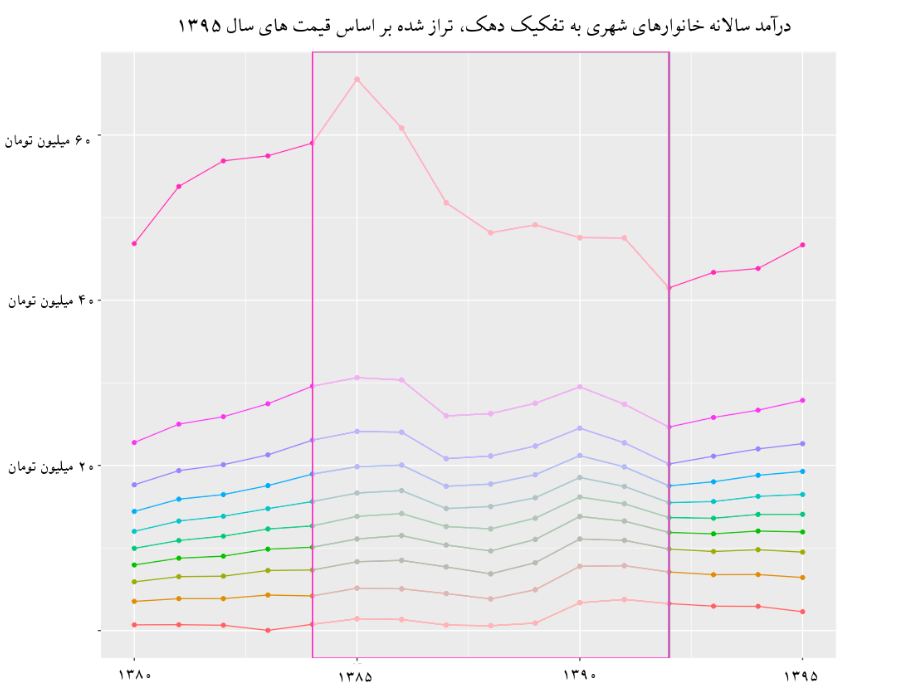
تغییرات درآمد خانوارهای شهری در دوره دولت احمدی‌نژاد در مقایسه با دوره‌های قبل و بعد از آن به تفکیک دهک (تراز شده جهت لحاظ شدن اثر تورم)

اقتصاد در دولت محمود احمدی‌نژاد از جمله شاخص‌های مورد انتقاد در دوران ریاست‌جمهوری محمود احمدی‌نژاد محسوب می‌شود. او برنامه‌های اقتصادی خود را بر اساس آنچه اقتصاد اسلامی و اقتصاد عدالت محور خوانده بود، پایه‌ریزی کرد و با شعار «آوردن پول نفت بر سر سفره‌های مردم» نظر مردم را به خود جلب کرد و اجرای طرح‌های طرح تحول اقتصادی، احداث بنگاه‌های زود بازده، طرح مسکن مهر، طرح هدفمندسازی یارانه‌ها و صندوق مهر امام رضا را در اولویت کاری در این ۸ سال قرار داد. اما بر خلاف شعارها و عملکرد دولت‌ها در مدت ۸ سال زمامداری محمود احمدی‌نژاد، اکثر شاخص‌های کلان اقتصادی ایران تنزل پیدا کردند. به عنوان مثال میزان نقدینگی کشور از زمان آغاز به کار دولت نهم تا زمان اتمام دوره دولت دهم به میزان ۶ برابر افزایش یافته‌است. بر مبنای شاخص تورم نیز می‌توان از ۱۶درصد تورم در انتهای دوران زمامداری احمدی‌نژاد نسبت به ابتدای دوران تصدی‌گری وی اشاره کرد. کارشناسان این عدم موفقیت احمدی‌نژاد در تحقق وعده‌هایش را تحت تأثیر چند عامل می‌بینند: سیاست‌های اقتصادی نادرست، فقدان انضباط مالی و تحریم‌های علیه ایران.
پس از پایان دولت احمدی‌نژاد گزارش‌های تکاندهنده‌ای از سوی مجلس و دولت حسن روحانی دربارهٔ تخلفات دولتمردان منتشر گردید. که چند و چون زیادی را به همراه آورد.

## طرح‌ها

### طرح بنگاه‌های زودبازده
دولت احمدی‌نژاد در ابتدای شروع به کار خود طرح بنگاه‌های زودبازده را به اجرا گذاشت. در این طرح بانک‌های دولتی مجبور شدند در اعطای تسهیلات، اولویت‌های دولت را در توسعه مناطق در نظر بگیرند و نفع بانک‌ها و ملاحظات تجاری در این زمینه نقش تعیین‌کننده‌ای نداشت.
به گفته موسی الرضا ثروتی عضو کمیسیون برنامه و بودجه و محاسبات مجلس شورای اسلامی قرار بود در بین سال‌های ۱۳۸۴ تا ۱۳۸۸ تعداد سه میلیون و یکصد هزار شغل ایجاد گردد ولی این طرح تاکنون ۹۰۰ هزار شغل ایجاد کرده‌است به گفته وی قرار بود که در این پنج سال ۴۷ هزار میلیارد تومان (۴۷ میلیارد دلار) وام برای ایجاد بنگاه‌های زود بازده پرداخت شود اما تنها ۲۱ هزار میلیارد تومان (۲۱ میلیارد دلار) وام پرداخت شده‌است. از مشکلات عمده این طرح این است که برخی از افراد دریافت‌کننده این تسهیلات به دلیل مشکلاتی ورشکست شدند و برخی دیگر هم این وام را برای خرید ملک و زمین خرج کردند

### طرح تحول اقتصادی
این طرح در سال آخر فعالیت دولت احمدی‌نژاد و ابتدا در پیام نوروزی وی مطرح شد. پس از سه ماه دولت جزئیات بیشتری از طرح را ارائه کرد. دولت مبالغ عظیمی از بودجه کشور را به پرداخت یارانه اختصاص می‌دهد. هدفمند کردن این یارانه‌ها از اهداف مهم طرح تحول اقتصادی است.
دولت اعلام کرد که در گام اول برای هدفمند کردن یارانه‌ها شناسایی و جمع‌آوری اطلاعات اقتصادی خانوارهای کشور از ۱ مردادآغاز خواهد شد. به همین منظور فرم‌هایی به رایگان در دفاتر پستی سراسر کشور توزیع می‌شود که خانوارهااطلاعات اقتصادی خود را در آن درج و پس از تأیید مساجد به همراه کپی مدارک خواسته شده به مراکز مربوطه تحویل می‌شود.
این طرح خانوارهای تا سقف شش نفر را پوشش می‌دهد.
به گفته احمدی‌نژاد طرح در نیمه دوم سال ۱۳۸۷ اجرا خواهد شد.
با ایجاد حساب برای هر خانواده یارانه حذف و به صورت نقدی هر سه ماه یکبار به حساب خانوارها واریز خواهد شد.
محسن رضایی دبیر مجمع تشخیص مصلحت نظام معتقد است که این طرح باید در مجمع بررسی شود.
گفته می‌شود که این طرح کپی برنامه ایست که بانک جهانی در سال ۲۰۰۳ میلادی به ایران ارائه کرده بود.

#### مراحل طرح
- حذف یارانه کالاها
- دادن یارانه نقدی به مردم
- اصلاح نظام مالیات
- اصلاح نظام گمرک
- اصلاح نظام بانکداری
- اصلاح واحد پول (برداشتن سه صفر از واحد پول)
- اصلاح نظام توزیع

#### انتقادات
- منتقدان معتقدند که اجرای این طرح به تورم ۱۴۰ درصدی خواهد انجامید.[۱۵] و تنها در بعد نظری قابل اجراست.[۱۶]
- عطاالله مهاجرانی طرح تحول اقتصادی را طرحی ویرانگر نامید که می‌تواند سرنوشت کشور و نظام را عوض کند.[۱۷]

### طرح مسکن مهر

#### انتقادات
بنابر اظهارات علی طیب‌نیا، نیمی از تورم فزاینده به ارث گذاشته شده توسط دولت دهم، به موجب اجرای نادرست طرح مسکن مهر می‌باشد. استقراض سنگین دولت از بانک مرکزی و پرداخت تسهیلات بی‌رویه به مردم از جمله ساز و کارهای اشتباه این طرح بوده‌است.
ولی‌الله سیف در حاشیه اجلاس بانک جهانی و صندوق بین‌المللی پول عنوان کرده بود: «پایه پولی حجم نقدینگی ۵۰۰ هزار میلیارد تومانی وضع فعلی کشور (۱۳۹۲) ۱۰۰ هزار میلیارد تومان است که با ضریب فزاینده ۵ برابر به این میزان رسیده‌است. ۴۸ هزار میلیارد تومان از این ۱۰۰ هزار میلیارد تومان دقیقاً متعلق به مسکن مهر است؛ یعنی ۶۰ درصد کل نقدینگی.»

## انتقادات

### شکاف طبقاتی
برخی مدعی شده‌اند آمارهای اعلام شده توسط دولت احمدی‌نژاد درخصوص کاهش شکاف طبقاتی که با شاخص ضریب جینی سنجیده می‌شود، با آمارهای اعلام شده توسط سازمان ملل و کارشناسان مستقل مغایرت داشته‌است. اما بر اساس آماری که دولت حسن روحانی (به عنوان منتقد جدی دولت احمدی‌نژاد)  منتشر کرد در آخرین سال دوره دوم ریاست جمهوری احمدی‌نژاد، ضریب جینی در ایران به رقم ۰/۳۶ رسید. بر اساس این آمار ضریب جینی از سال ۱۳۸۳ و پس از روی کار آمدن دولت احمدی‌نژاد پیاپی کاهش یافته بود.ضریب جینی که میان ۰ تا ۱ تعیین می‌شود، نشاندهنده چگونگی توزیع ثروت میان شهروندان در یک کشور است. بالا بودن این ضریب نابرابر بودن توزیع سرمایه و درآمد را نشان می‌دهد.

### رشد نرخ تورم
در دولت‌های احمدی‌نژاد ثابت نگه داشتن نرخ ارز، فشار به بخش تولید پس از هدفمندی یارانه‌ها بابت نوسازی فناوری و افزایش بهره‌وری و از آن مهم‌تر وضع تحریم‌های بین‌المللی علیه ایران، که موجب عدم تمایل شرکت‌های ترابری برای ارسال کالاهای وارداتی مورد نیاز مردم ایران که موجب به هم خوردن عرضه و تقاضا شد ازجمله علل تورم دانسته می‌شود. البته تلاش‌ها برای مهار رشد فزاینده تورم پس از تحریم‌ها از طریق انضباط اقتصادی و ترفندهایی برای دور زدن تحریم‌ها از جمله بیمه کشتی‌ها، تا حدودی موفق بود. به طوریکه روزنامه شرق، بر اساس آمار رسمی، در سال ۱۳۹۸ رکورددار تورم را اول دولت سازندگی بعد دولت حسن روحانی و بعد دولت احمدی‌نژاد می‌داند.
«نرخ تورم سالانه ۴۲٫۲ درصدی در سال ۹۷ در حالی مطرح می‌شود که پیش تر در دوران سازندگی و پس از جنگ، تورم ۴۹٫۴ درصدی را تجربه کرده بودیم. این نرخ دیگر بالای ۴۰ درصد را ندیده بود و حتی در بالاترین ارقامی که در سال ۹۲ در دولت محمود احمدی نژاد تجربه شده بود، نرخ تورم سالانه به ۳۴٫۷ درصد رسیده بود. حالا دوباره نرخ تورم به بالای ۴۰ درصد بازگشته. سیاست‌های نادرست ارزی و حذف ارز ترجیحی دو عاملی هستند که از سوی برخی کارشناسان برای افزایش نرخ تورم برشمرده می‌شوند.» در دو دولت احمدی‌نژاد و حسن روحانی، تورم فزاینده از زمان اعمال تحریم‌ها آغاز شد.

### افزایش بیکاری
بنابر اطلاعات ارائه‌شده از جانب اسدالله عباسی، در خلال سال‌های ۱۳۸۴ تا ۱۳۹۲ مجموعاً ۷ میلیون شغل (سالیانه ۸۷۵٬۰۰۰ شغل) ایجاد شده‌است، این در حالی است که بر اساس آمار ارائه‌شده از جانب مسعود نیلی، از مشاوران اقتصادی دولت یازدهم ایران، به‌طور میانگین سالانه تنها ۱۴٬۰۰۰ شغل جدید در کشور ایجاد شده‌است. این آمار یکبار نیز توسط حسن روحانی در صحن علنی مجلس شورای اسلامی قرائت شد که موجب انتقاد برخی نمایندگان گردید. بر اساس اطلاعات ارائه‌شده از جانب مرکز آمار ایران که در واپسین روزهای حضور دولت دهم ایران منتشر شده بود، سالانه ۵۷٬۰۰۰ شغل جدید به ثبت رسیده‌است.

### افزایش فساد مالی
بر اساس اطلاعات مؤسسه شفافیت بین‌المللی، فساد مالی در ایران در دوره دولت احمدی‌نژاد نسبت به سایر کشورها افزایش پیدا کرد به‌طوری‌که رتبه ایران از لحاظ شفایت مالی از رتبه ۸۸ در سال ۲۰۰۵ به رتبه ۱۳۳ در میان فاسدترین کشورهای جهان در سال ۲۰۱۲ رسید.

### بیماری هلندی
واردات بی‌رویه کالاهای مصرفی با اتکا به دلارهای نفتی و خالی کردن صندوق ذخیره ارزی، اقتصاد ایران را دچار بیماری هلندی کرده‌است که عوارض آن در حال حاضر تورم متوسط است و در صورت قطع یا کاهش درآمد نفتی تورم فوق‌العاده زیاد و غیرقابل مهار خواهد بود و درمان این بیماری دست کم چندین سال به طول خواهد انجامید.
دولت احمدی‌نژاد از همان ابتدا با شعار «آوردن نفت بر سر سفره‌های مردم»، وابستگی دولت‌های خود به درآمدهای نفتی را از قبل اعلام کرد. در زمان دولت‌های نهم و دهم به موجب افزایش چندین برابری درآمد حاصل از فروش نفت، دولت ترجیح داد به جای واریز مازاد درآمد در صندوق توسعه ملی یا حساب ذخیره ارزی (جهت پرداخت تسهیلات به بخش خصوصی) آن‌ها را در قالب بودجه‌های دولتی به اقتصاد ایران تزریق کند که موجب افزایش شدید نقدینگی در بازار شد.

### کاهش حساب ذخیره ارزی
موجودی حساب ذخیره ارزی در دروه دولت محمود احمدی‌نژاد با وجود افزایش در آمدهای نفتی کاهش یافت به‌طوری‌که سازمان بازرسی کشور گزارشی را دربارهٔ برداشت‌های غیرقانونی از این حساب را به بالاترین مقامات ایران گزارش کرد. با وجود گزارش بانک مرکزی مبنی برکاهش حساب ذخیره ارزی، احمدی‌نژاد موجودی حساب ذخیره ارزی ایران را در تاریخ بی‌سابقه دانست ولی اعلام کرد میزان موجودی این حساب محرمانه است و نمی‌توان آن را اعلام کرد.
وی در اسفند ۱۳۹۰ هنگام پاسخ به سؤال نمایندگان مجلس اعلام کرد که حساب ذخیره ارزی خالی است. احمد توکلی، نماینده اصولگرای مجلس شورای اسلامی، چند هفته پس از روی کار آمدن ذولت یازدهم اعلام کرد که از ۱۷۶ میلیارد دلار حساب ذخیره ارزی، ۱۶۱ میلیارد دلار را دولت استفاده کرده‌است. توکلی در توصیف وضعیت این صندوق در پایان دولت دهم از عبارت «حساب ذخیره ارزی جارو شد» استفاده کرد.

### اختلال در بانکداری
یکی از اقدامات دولت احمدی‌نژاد انحلال شوراهای مختلف از جمله شورای پول و اعتبار بود که به گفته منتقدینش موجب تنش اقتصادی در کشور شده‌است. همچنین در این دوره ریاست بانک مرکزی به‌دلیل اختلاف با احمدی‌نژاد چند دور تغییر کرد. خصوصی‌سازی بانک ملت و آغاز واگذاری بانک تجارت از طریق بورس از دیگر اقدامات دولت احمدی‌نژاد بود.
منتقدین دولت معتقدند که بانک‌های ایران بسیار پیش از بحران اقتصاد جهانی به‌دلیل واگذاری گسترده منابع خود، ورشکست شده‌اند.

### کاهش ارزش پول ملی
کاهش نرخ بهره بانکی از ۱۹ درصد به ۱۷ درصد از ابتدای سال ۱۳۹۰، موجب خروج مقادیر زیادی از سرمایه‌های مردم از بانک‌ها و فعال کردن آن سرمایه در بازار طلا و ارز شد که موجب افزایش ناگهانی قیمت‌ها در این بازار شد که در نهایت منجر به کاهش ارزش پول ملی شد. علی‌رغم اینکه مدتی بعد این دستور لغو شد، ولی افت ارزش پول ملی ایران تا پایان دولت دهم همچنان پابرجا ماند.

### انحراف از قانون بودجه
دولت احمدی‌نژاد بنا به اعلام دیوان محاسبات انحراف کم سابقه ۷۲ درصدی از قانون بودجه سال ۱۳۸۷ داشته‌است.

### حضور نظامیان در فعالیت‌های اقتصادی
از جمله انتقادات وارده به دولت‌های احمدی‌نژاد، حضور گسترده نظامیان در فعالیت‌های اقتصادی است. این رویداد منجر به در اختیار گرفتن منابع عظیم مالی کشور توسط نظامیان می‌شود، زیرا موجبات ورود آن‌ها به فعالیت‌های سیاسی می‌شود که در زمان صلح برای امنیت کشور خطرناک است. از جمله این اقدامات واسطه‌گری فروش نفت ایران به مشتری‌های خارجی توسط توسط بنیاد مستضعفان انقلاب اسلامی، در اختیار گرفتن ۸ درصد از بودجه عمرانی کشور (در سال ۱۳۹۱ معادل ۴۰ هزار میلیارد تومان) توسط قرارگاه سازندگی خاتم‌الانبیا و در نهایت واگذاری غیرقانونی شرکت مخابرات ایران به شرکت اعتماد مبین، از شرکت‌های زیرمجموعه سپاه پاسداران اشاره کرد.

فعالیت‌های اقتصادی قرارگاه سازندگی خاتم‌الانبیاء در دوره دوم ریاست‌جمهوری احمدی‌نژاد، گسترده‌تر از ۴ سال قبلش بود. به‌طوری‌که در دولت دوم احمدی‌نژاد، بیش از ۱۵۰۰ مورد از بزرگ‌ترین و مهم‌ترین پروژه‌های عمرانی ایران در حوزه‌های مختلف آب، گاز، نفت و راه‌سازی به این قرارگاه واگذار شده‌است. اکبر هاشمی رفسنجانی، در این زمینه می‌افزاید:
مهندسی رزمی سپاه امکاناتی از جنگ داشت که در سازندگی کشور می‌توانست مؤثر باشد و ما در آن زمان پروژه‌هایی مثل راه‌سازی را به آنان دادیم؛ هم برای کشور مفید بود و هم برای سپاه. اما حالا سپاه نبض اقتصاد و سیاست خارجه و داخله را در دست گرقته و به کمتر از کل کشور راضی نیست.

### انحلال سازمان مدیریت و برنامه‌ریزی
به دستور احمدی‌نژاد، در تیر ماه ۱۳۸۶ سازمان مدیریت و برنامه‌ریزی منحل و در نهاد ریاست جمهوری ادغام شد. دولتمردان اینکار را یک «انقلاب بروکراتیک» نامیدند در حالیکه منتقدان این طرح، خبر از پایان «برنامه‌ریزی علمی» در دولت دادند.
همچنین منتقدان دولت احمدی‌نژاد برنامه‌های اقتصادی این دولت را پوپولیستی می‌خوانند.

### ارائه آمارهای اقتصادی نادرست
از جمله انتقادی که به عملکرد احمدی‌نژاد در طول دوره ریاست‌جمهوری‌اش وارد بود، ارائه آمارهای خلاف واقع از شاخص‌های افقتصادی کشور بوده که از جمله مصادیق این تخلفات دولت می‌باشد. تقریباً در تمام مدت دولت محمود احمدی‌نژاد، آمارهای نادقیقی از سوی مرکز آمار ایران در مقایسه با آمارهای ارائه‌شده از سوی وزارتخانه‌های دولت مشاهده می‌شد.

### بودجه سال ۱۳۹۲ کشور
بنابر اظهارات بهروز مرادی، معاون راهبری رئیس‌جمهور دولت دهم، از ۲۱۰ هزار میلیارد تومان بودجه مصوب سال ۱۳۹۲، بیش از ۷۰ هزار میلیارد تومان این رقم غیرواقعی است در واقع بیش از یک سوم بودجه دست‌نیافتنی می‌باشد. پس رقم واقعی بودجه در واقع ۱۴۰ هزار میلیارد تومان می‌باشد که تا شروع کار دولت یازدهم ایران، نیمی از این مبلغ هزینه شده‌است و تنها نیمی دیگر باقی مانده‌است.
با انتقادات متعددی که نمایندگان مجلس شورای اسلامی به قانون بودجه ۱۳۹۲، درخواست آن‌ها از حسن روحانی، رئیس‌جمهور جدید ایران، اصلاح بخش‌هایی از بودجه این سال در روزهای آغازین فعالیت خود در مقام رئیس دولت یازدهم ایران بوده‌است. از جمله مهم‌ترین انتقادات وارده به بودجه ۹۲ بخش درآمدزایی آن می‌باشد که به اعتقاد نمایندگان موجب رکود تورمی می‌شود. این بودجه نخستین بودجه تصویب شده در دولت‌های ایران بوده که از آغاز تصویب دارای کسری بودجه می‌باشد. کارشناسان دلیل این امر را حجیم‌سازی دولت در سال‌های قبل دولت‌های نهم و دهم می‌دانند که با به‌کارگیری درآمد سرشار حاصل از فروش نفت حاصل شده بود و در سال ۱۳۹۲ و کم شدن فروش نفت ایران که منجر به کاهش بخش درآمدزایی دولت شده‌است، میزان درآمد و هزینه با یکدیگر همخوانی نداشته‌است. همچنین در نحوه واگذاری شرکت‌های دولتی و توزیع اشتباه اوراق مشارکت، بهره‌گیری از بودجه سالانه ادارات آب، برق و گاز جهت تأمین هزینه هدفمندی یارانه‌ها و سایر هزینه‌های جاری دولت و…

## شاخص‌های کلان اقتصادی
شاخص‌های کلان اقتصادی ایران در خلال سال‌های ۱۳۸۴ تا ۱۳۹۲ به قرار زیر است:
| شاخص                                    | ۱۳۸۴      | ۱۳۸۵      | ۱۳۸۶      | ۱۳۸۷      | ۱۳۸۸      | ۱۳۸۹      | ۱۳۹۰      | ۱۳۹۱      | ۱۳۹۲              |
| --------------------------------------- | --------- | --------- | --------- | --------- | --------- | --------- | --------- | --------- | ----------------- |
| نرخ تورم (برحسب درصد)                   | ۱۰٫۴      |           |           |           |           |           |           | ۳۰٫۵      | ۴۰ (مرداد ۹۲)     |
| شاخص فقر                                |           |           |           |           |           |           |           |           |                   |
| ضریب جینی                               | ۰٫۴۲۴۸    |           |           |           |           |           |           | ۰٫۳۶۴۳    |                   |
| بودجه (برحسب ۱۰۰۰ میلیارد تومان)        | ۱۵۵٫۸     |           |           |           |           |           |           | ۵۶۶٫۶     | ۷۲۷               |
| معوقات بانکی (برحسب ۱۰۰۰ میلیارد تومان) | ۵٫۱       |           |           |           |           |           |           | ۶۰        | ۸۰ (خرداد ۱۳۹۳)   |
| شاخص فلاکت                              | ۲۰٫۸      |           |           |           |           |           |           | ۴۲٫۷      | ۴۸٫۱              |
| نفوذ بیمه (برحسب درصد)                  | ۱٫۲۷      |           |           |           |           |           |           | ۲         |                   |
| رشد اقتصادی (برحسب درصد)                | ۶٫۴       | ۳٫۱۹      | ۵         | ۸٫۱۵      | ۱         | ۵٫۸       | ۲٫۶۴      | ۵٫۸-      | ۵٫۴-              |
| شاخص بورس (برحسب واحد)                  | ۹۴۵۹      |           |           |           |           |           |           | ۳۸٬۰۰۰    | ۵۷٬۰۰۰ (خرداد ۹۲) |
| میزان بیکاری (برحسب درصد)               | ۱۰٫۴      |           |           |           |           |           |           | ۱۲٫۲      | ۱۰٫۵              |
| سرمایه‌گذاری خارجی (برحسب ۱۰۰۰ دلار)     | ۳٬۰۳۹٬۵۹۴ | ۱٬۷۸۹٬۱۸۷ | ۱٬۶۰۳٬۹۱۹ | ۱٬۷۳۲٬۹۱۴ | ۲٬۷۴۶٬۷۹۴ | ۲٬۴۰۳٬۸۷۴ | ۲٬۵۴۷٬۴۲۳ | ۴٬۸۵۰٬۰۰۰ |                   |
| حداقل دستمزد (برحسب ۱۰۰۰ تومان)         | ۱۰۶       |           |           |           |           |           |           | ۳۸۹٫۷     | ۴۸۹               |
| نقدینگی (برحسب ۱۰۰۰ میلیارد تومان)      | ۷۸٫۴      |           |           |           | ۱۹۷       |           |           | ۴۶۴       | ۴۷۳               |
| تولید روزانه نفت (برحسب هزار بشکه)      | ۴۲۳۳      |           |           |           | ۳۷۲۵      |           |           |           | ۲۵۰۰              |